# 拉尔夫·S·巴里克
拉尔夫·S·巴里克（英語：Ralph Steven Baric，1954年—）是一位美国病毒学家，北卡罗来纳大学教堂山分校微生物学和免疫学院流行病学系小威廉·R·凯南特聘教授，专攻领域为冠状病毒。

## 早年生活
巴里克成長於紐澤西州卡尼斯波恩特，少年時即對生物學感興趣，其母為護理師，巴里克常隨母親待在診間，旁觀醫師與病人的對話。此外他還是一名傑出的游泳選手，獲體育獎學金入讀北卡羅來納州立大學，主修動物學，大學時期巴里克即在一間病毒學實驗室從事研究，1977年畢業後繼續在該校攻讀微生物學博士學位，指導教授為羅伯特·E·約翰斯頓（Robert E. Johnston），1982年博士畢業後至南加州大學任博士後研究員，開始研究冠狀病毒，指導教授為賴明詔。1986年，巴里克獲北卡罗来纳大学教堂山分校聘為助理教授，1993年升任副教授，2001年升任正教授。

## 研究
1990年代巴里克即發表論文，表示冠狀病毒的重組率與突變率很高，有可能跨越物種障礙感染人類，造成疫情爆發。2002年他开发出了鼠肝炎病毒（MHV）的反向遗传系统，組裝MHV的cDNA，並以其感染小鼠細胞，此為首次成功組裝乙型冠狀病毒屬病毒的完整基因組序列。但當時美國冠狀病毒研究的資金短缺，巴里克的實驗室一度瀕臨關閉。SARS事件爆發後，他的實驗室經費大幅增加，先後發表多篇有關SARS-CoV與MERS病毒機理與治療的研究，尋找可抑制冠狀病毒的藥物，並曾試圖開發對抗SARS的疫苗，但未能成功。2006年，巴里克撰文警告合成病毒序列的技術有被用來製作大規模殺傷性生物武器的潛力。
2014年，美國政府以可能不慎造成疫情失控為由，公告禁止聯邦政府資助將SARS、MERS或流感病毒提升毒力、提升傳播能力或擴大宿主物種範圍的功能獲得型研究，巴里克對此深感不滿，寫了一封長信給美國國家衛生院，表示這項限制會嚴重影響冠狀病毒研究，未來如再有疫情爆發，可能會減慢科學家應變、控制疫情的速度。巴里克當時進行中的研究仍被允許繼續。
巴里克與中國科學院武漢病毒研究所的石正麗合作，製作含有SHC014病毒刺突蛋白、且已適應小鼠體內環境的SARS-CoV重組病毒（SHC014-MA15），發現此病毒可感染人類細胞與小鼠，顯示自然界許多蝙蝠SARSr-CoV可能具有感染人類的潛力。此研究於2015年發表，被部分科學家認為風險過大。
2020年，2019冠状病毒病疫情爆發後，巴里克的實驗室是美國首批獲得樣本進行研究的團隊之一。社交網站上流傳造成疫情的SARS-CoV-2為巴里克的實驗室人工製造、再散播於世界各地的陰謀論，並受到媒體報導，曾在巴里克實驗室工作的卡丽·德宾克（Kari Debbink）甚至收到死亡威脅，多數科學家強烈譴責此類主張SARS-CoV-2非自然起源的陰謀論。巴里克本人則表示自己將專注於工作，並相信絕大多數人都相信他們的研究有助找到對抗2019冠状病毒病的療法。
2021年4月，巴里克入選美國國家科學院院士。同年5月他與其他科學家發表了一封公開信呼籲學界詳細調查SARS-CoV-2的起源。6月巴里克的研究團隊發表論文，以小鼠模型試驗由多種SARSr-CoV刺突蛋白（SARS-CoV、SARS-CoV-2、HKU3-1與SHC014）的重組mRNA製成之RNA疫苗，發現其有對抗SARS-CoV、SARS-CoV-2（含其變種）、WIV1與SHC014等多種SARSr-CoV病毒株的潛力，可能可作為一對抗SARSr-CoV的廣譜疫苗。

## 家庭
巴里克在南加州大學工作期間與妻子托妮·巴里克（Toni Baric）相識，兩人育有四子。